# دیوید جویس

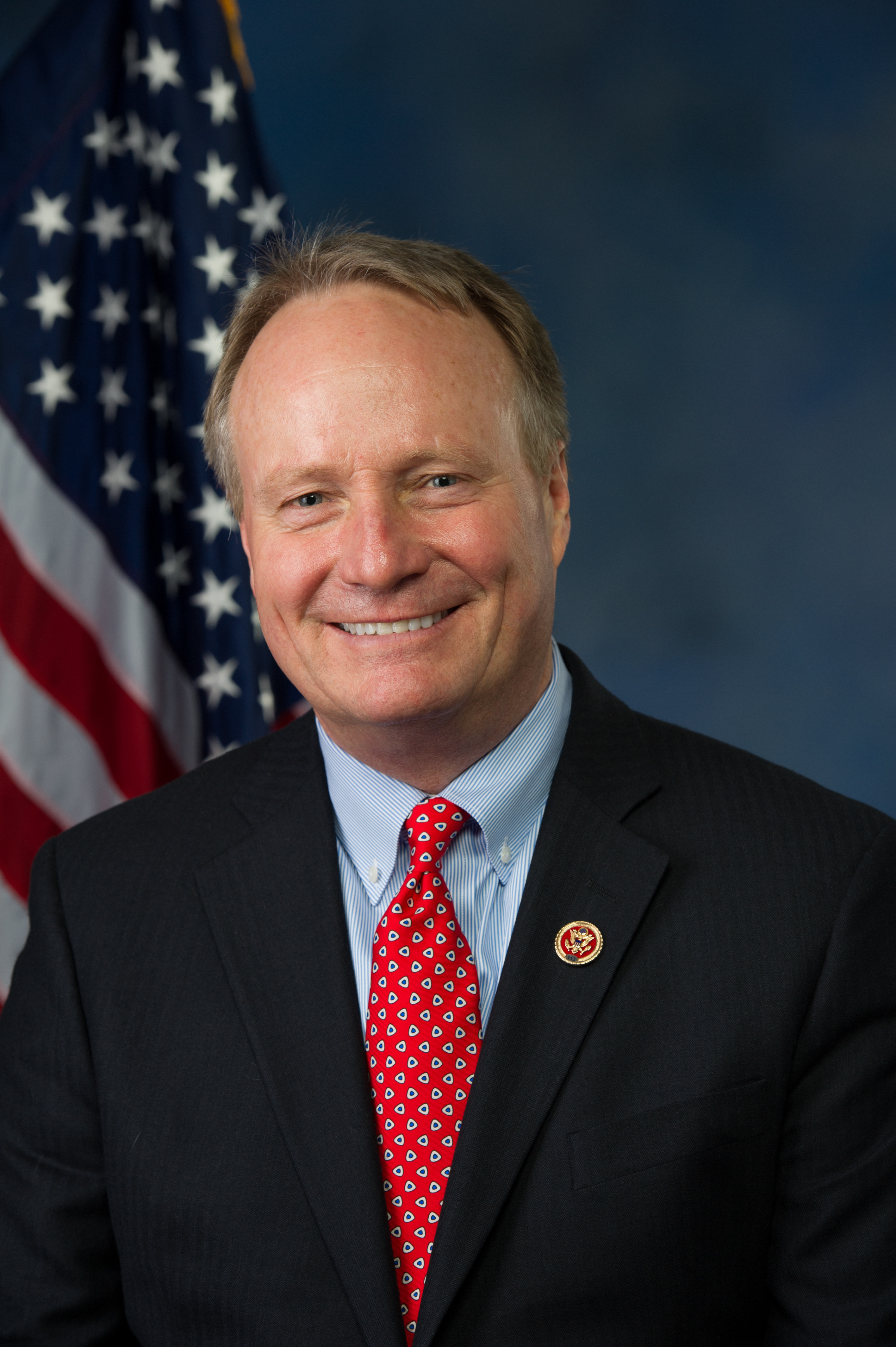
دیوید جویس، سیاست‌مدار آمریکایی - ۲۰۱۳

دیوید جویس (به انگلیسی: David Joyce) نمایندهٔ حوزه انتخابیه چهاردهم اوهایو از حزب جمهوری‌خواه ایالات متحده آمریکا در مجلس نمایندگان ایالات متحده آمریکا است که برای نخستین‌بار در ۶ ژانویه ۲۰۱۳ میلادی به‌عضویت این مجلس درآمد.